# Vladimirea
Vladimirea é um gênero de traça pertencente à família Agonoxenidae.